# Krytonosy
Krytonosy (Rhinocryptinae) – podrodzina ptaków z rodziny krytonosowatych (Rhinocryptidae).

## Występowanie
Podrodzina obejmuje gatunki występujące w Ameryce Południowej.

## Systematyka
Do podrodziny należą następujące rodzaje:
- Pteroptochos
- Scelorchilus
- Liosceles – jedynym przedstawicielem jest Liosceles thoracicus – przepasek.
- Psilorhamphus – jedynym przedstawicielem jest Psilorhamphus guttatus – kropiatek.
- Acropternis – jedynym przedstawicielem jest Acropternis orthonyx – szponniczek.
- Rhinocrypta – jedynym przedstawicielem jest Rhinocrypta lanceolata – krytonos czubaty.
- Teledromas – jedynym przedstawicielem jest Teledromas fuscus – krytonos piaskowy.